# Balamani Amma

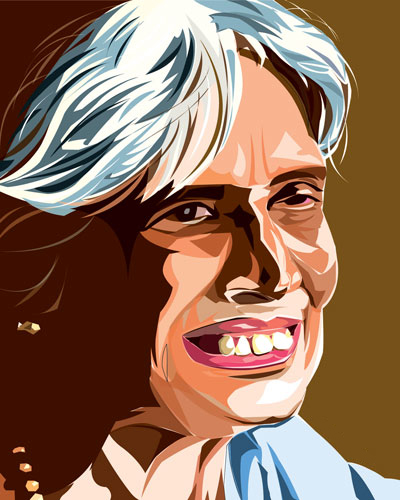
Balamani Amma

Nalapat Balamani Amma  (* 19. Juli 1909 in Punnayurkulam, Indien; † 29. September 2004 in Kochi, Kerala, Indien) war eine indische Dichterin. Sie war als Großmutter der Malayalam-Literatur bekannt, einer Sprache, die im Bundesstaat Kerala gesprochen wird.

## Leben und Werk
Amma war die Tochter von Chittanjoor Kunhunni Raja und Nalapat Kochukutti Amma. Sie erhielt keine formelle Ausbildung, sondern wurde zu Hause von ihrem Onkel Nalappat Narayana Menon unterrichtet, der ein bekannter malayatischer Dichter war. Dieser besaß eine große Sammlung von Büchern, die sie in jungen Jahren studierte. Mit 19 heiratete sie den Geschäftsführer und Chefredakteur von Mathrubhumi, einer malayalamischen Zeitung, mit dem sie einen Sohn und zwei Töchter bekam. Ihre Tochter, die Schriftstellerin Kamala Surayya, wurde 1984 für den Literaturnobelpreis nominiert.
1930 veröffentlichte Amma ihr erstes Gedicht mit dem Titel Kooppukai. Als begeisterte Leserin der indischen Mythologie neigte sie dazu, das traditionelle Verständnis weiblicher Charaktere zu verändern. Ihre frühen Gedichte verherrlichten die Mutterschaft in einem neuen Licht, weshalb sie als Dichterin der Mutterschaft bekannt wurde. Ihre Arbeiten übernahmen die Ideen und Geschichten mythologischer Charaktere, zeigten Frauen jedoch als mächtige Figuren, die gewöhnliche Menschen blieben. Zu ihren bekanntesten Werken zählen Amma, Muthassi und Mazhuvinte Katha. Ihre Gedichte, die ihre Liebe zu Kindern und Enkelkindern beschreiben, brachten ihr die Titel Amma (Mutter) und Muthassi (Großmutter) der Malayalam-Poesie ein. 1961 erschien die erste große Sammlung ihrer Werke Sopanam, mit einer Einführung von Sukumar Azhikode, die sie als Dichterin der universellen Mutterschaft feierte. Nivedyam, ihre zweite große Gedichtsammlung, erschien 1987. Amma veröffentlichte mehr als 20 Anthologien mit Gedichten, Prosa und Übersetzungen.
Sie starb 2004 im Alter von 95 Jahren, nachdem sie fünf Jahre lang gegen die Alzheimer-Krankheit gekämpft hatte, und ihre Einäscherung wurde mit staatlichen Ehren begleitet.
Ihre erste Anerkennung als Dichterin verlieh ihr der ehemalige Herrscher des Königreichs Cochin, Rama Varma Parikshith Thampuran, den Sahithya Nipuna Puraskaram. Sie erhielt viele Preise für ihre Gedichte, darunter den Saraswati Samman, den angesehensten Literaturpreis des Landes, und den Padma Vibhushanthe, den zweithöchsten zivilen Preis der Republik Indien. Am 19. Juli 2022 wurde zu ihrem 113. Geburtstag ein Google Doodle veröffentlicht, welches von der in Kerala lebenden Künstlerin Devika Ramachandran illustriert wurde.
Die Kochi International Book Fair vergibt in ihrem Namen einen Geldpreis für Schriftsteller, den Balamani Amma Award.

## Auszeichnungen (Auswahl)
- 1963: Kerala Sahitya Akademi Award
- 1965: Sahitya Akademi Award
- 1987: Padma Bhushan
- 1989: Asan Prize
- 1995: Saraswati Samman

## Veröffentlichungen (Auswahl)
- 1930: Kooppukai
- 1934: Amma
- 1936: Kudumbini
- 1938: Dharmamargathil
- 1939: Sthree Hridayam
- 1942: Prabhankuram
- 1942: Bhavanayil
- 1946: Oonjalinmel
- 1949: Kalikkotta
- 1951: Velichathil
- 1952: Avar Paadunnu
- 1954: Pranamam
- 1962: Muthassi
- 1966: Oru Mazhuvinte Katha
- 1967: Ambalathil